# Vellakoil
Vellakoil (o Vellakkovil, Vellacoil) è una suddivisione dell'India, classificata come town panchayat, di 34.509 abitanti, situata nel distretto di Tirupur, nello stato federato del Tamil Nadu. In base al numero di abitanti la città rientra nella classe III (da 20.000 a 49.999 persone).

## Geografia fisica
La città è situata a 10° 55' 60 N e 77° 43' 0 E e ha un'altitudine di 230 m s.l.m..

## Società

### Evoluzione demografica
Al censimento del 2001 la popolazione di Vellakoil assommava a 34.509 persone, delle quali 17.341 maschi e 17.168 femmine. I bambini di età inferiore o uguale ai sei anni assommavano a 3.043, dei quali 1.550 maschi e 1.493 femmine. Infine, coloro che erano in grado di saper almeno leggere e scrivere erano 23.688, dei quali 13.342 maschi e 10.346 femmine.